# Trompe
En trompe (fransk "horn") er i arkitekturen et halvcirkelformet bueslag med smigformet underside − som bueslaget i et romansk kirkevindue − anbragt over et retvinklet murhjørne, for eksempel som overgang fra et firkantet rum til en kuppel.

## Galleri
| - Eksempler på tromper - Fra palads i Ardashir, Iran, 3. årh. - Tromper dekoreret med englefigurer. Klosterkiken Sainte-Foy, Conques i Sydfrankrig |